# 莫莉山
54°1′S 38°4′W / 54.017°S 38.067°W
莫莉山是南極洲的山峰，位於南喬治亞島西端對開海域的伯德島西部，處於埃弗曼灣和約翰遜灣之間。根據英國南極名稱諮詢委員會，該山峰名稱可至少追溯至1963年。